# IC 4499
IC 4499是在天燕座的一個球狀星團，它位於中等遠距離處的銀暈內。它的視星等為9.76。由1995年金屬量的測定，它似乎比大多數其它的球狀星團年輕30-40億年，因此它被認為是不尋常的。然而，2011年的測量得到矛盾的結果，使它的年齡高達120億歲，成為年齡大得多的老星團。